# Грчки шор у Крушевцу
Грчки шор се налази се у центру Крушевца у данашњој улици Вука Караџића. Представља групацију стамбених породичних кућа са обележјем народног градитељства подизаних у другој половини 19. века. Грчки шор је као непокретно културно добро заштићена просторна, културна и историјска целина од великог значаја.

## Настанак
Уредбом кнеза Милоша стари оријентални центар Крушевца пребачен је на јужни здравији терен, па је Караџићева улица у овој новој урбанистчкој концепцији, добила улогу да спаја стару са новом чаршијом. Назив је добила по оснивачима Цинцарима из северних делова Грчке, досељаваних као трговци и мајстори, који су имали значајну улогу у урбаном и економском развоју српског друштва у прошлом веку. Они су били власници, а изгледа и градитељи, најстаријих и архитектонски највреднијих, кућа варошког типа које су дале препознатљивост целини и назив по којој је позната.

## Архитектура кућа
Грађене су као приземне зграде са тремом и доксатом испод којег је улаз у подрум, зидова у бондруку и четворосливних кровова широких стреха, покривених ћерамидом. Посебну лепоту овим кућама дају доксати обрадом дрвених елемената и начином градње. Групу градских кућа карактерише опеком зидана градња над подрумом, висок сокл, скромна фасадна декорација у малтеру, профилисани кровни венци и покривач од бибер црепа. Илуструјући архитектонским склопом градитељско-урбанистички развој Крушевца, Грчки шор својим називом сведочи о учешћу Цинцара у његовом стварању и обликовању током 19. века. По својој репрезентативности се издвајају Бегова кућа, позната по људима који су становали у њој и кућа Паскаљевића на углу Караџићеве и Бријанове улице, као пример градске архитектуре 30-их година 20. века.
Осим индивидуалних прилагођавања стамбених објеката савременим захтевима живота, у складу са условима службе заштите, конзерваторски радови нису извођени до краја 2014. године, када је урађена потпуна реконструкција.